# Peștera lui Micula
Peștera lui Micula (monument al naturii) este o arie protejată de interes național ce corespunde categoriei a III-a IUCN (monument al naturii), arie protejata de interes speologic, situată în județul Bihor, pe teritoriul administrativ al comunei Pietroasa, satul Giulești.
Aria protejata cu o suprafață de 0,10 ha, este inclusă în Parcul Natural Apuseni și reprezintă o peșteră (cavernă) cu mai multe săli (Sala Mare, Sala Mică, Sala Macrameelor, Sala Cascadei, Sala Iadului), galerii (Galeria Minunilor, Valea Perlelor), cu concrețiuni (stalactite și stalagmite, coloane, cristale, ghirlande) și un lac subteran (Lacul Rozelor) pe care plutește un mineral de carbonat de calciu (calcit).    